# سیتال‌چای
سیتال‌چای (به ترکی آذربایجانی: Sitalçay) یک منطقه مسکونی در جمهوری آذربایجان است که در شهرستان خیزی واقع شده است. سیتال‌چای ۱۲۳۴ نفر جمعیت دارد.